# Formica pitoni
Formica pitoni är en myrart som beskrevs av Théobald 1935. Formica pitoni ingår i släktet Formica och familjen myror. Inga underarter finns listade i Catalogue of Life.